# Rhamnus utilis
Rhamnus utilis är en brakvedsväxtart som beskrevs av Joseph Decaisne. Rhamnus utilis ingår i släktet getaplar, och familjen brakvedsväxter.

## Underarter
Arten delas in i följande underarter:
- R. u. chingshuiensis
- R. u. hypochrysa
- R. u. multinervis
- R. u. szechuanensis

## Bildgalleri

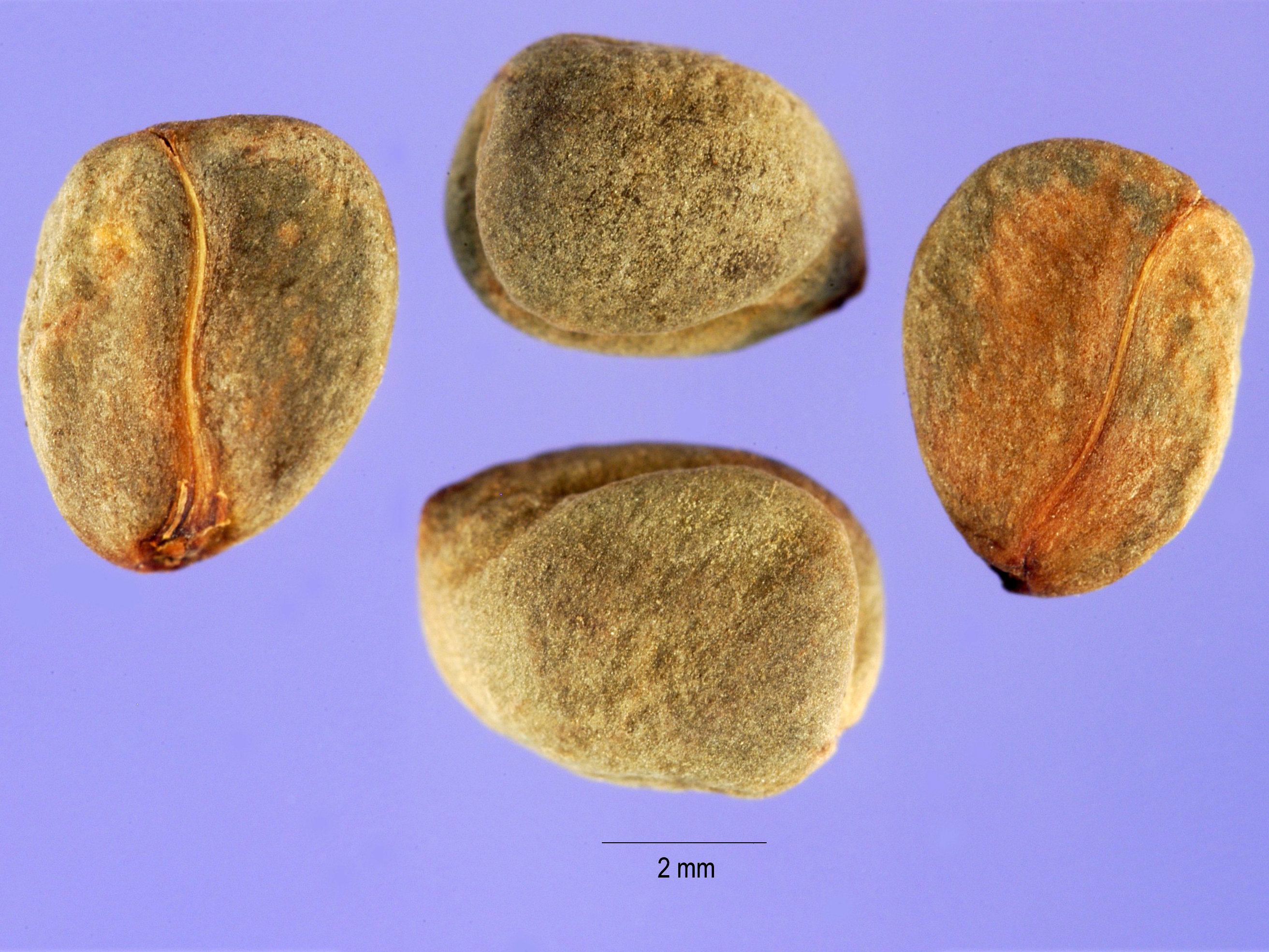